# Bosnian-Herzegovinian Football League 2020
Il campionato bosniaco di football americano 2020 è la 2ª edizione del campionato di football americano di primo livello, organizzato dalla BHFL.
I Tuzla Saltminers si sono ritirati dopo la 3ª giornata a causa della pandemia di COVID-19.

## Squadre partecipanti
| Club              | Città      | Stadio | Sponsor ufficiale | Risultato nella stagione 2019 |
| ----------------- | ---------- | ------ | ----------------- | ----------------------------- |
| Banja Luka Rebels | Banja Luka |        |                   |                               |
| Sarajevo Spartans | Sarajevo   |        |                   |                               |
| Tuzla Saltminers  | Tuzla      |        |                   |                               |

## Stagione regolare

### Calendario

#### 1ª giornata
| 27 settembre 2020 | Sarajevo Spartans | 14 – 18 | Banja Luka Rebels |  |

#### 2ª giornata
| 11 ottobre 2020 | Banja Luka Rebels | 42 – 0 (8-0 6-0 14-0 14-0) | Tuzla Saltminers |  |

#### 3ª giornata
| 1º novembre 2020 | Banja Luka Rebels | 6 – 30 | Sarajevo Spartans |  |

#### 4ª giornata
| 2020 | Tuzla Saltminers | - – - (annullata) | Sarajevo Spartans |  |

#### 5ª giornata
| 2020 | Tuzla Saltminers | - – - (annullata) | Banja Luka Rebels |  |

#### 6ª giornata
| 2020 | Sarajevo Spartans | - – - (annullata) | Tuzla Saltminers |  |

### Classifica
La classifica della regular season è la seguente.
- PCT = percentuale di vittorie, G = partite giocate, V = partite vinte,  P = partite perse, PF = punti fatti, PS = punti subiti

| Pos. | Squadra           | PCT  | G | V | N | P | PF | PS |
| ---- | ----------------- | ---- | - | - | - | - | -- | -- |
| 1    | Banja Luka Rebels | .667 | 3 | 2 | 0 | 1 | 66 | 44 |
| 2    | Sarajevo Spartans | .500 | 2 | 1 | 0 | 1 | 44 | 24 |
| 3    | Tuzla Saltminers  | .000 | 1 | 0 | 0 | 1 | 0  | 42 |

## Playoff

### BH Bowl III
| 22 novembre 2020 | Banja Luka Rebels | 12 – 19 | Sarajevo Spartans |  |

## Verdetti
- Sarajevo Spartans Campioni della Bosnia-Erzegovina 2020